# Emiko Iwasaki
Pour les articles homonymes, voir Iwasaki.
Emiko Iwasaki (岩崎恵美子, Iwasaki Emiko), née le 16 octobre 1976, est une artiste japonaise dans le domaine du jeu vidéo à Yokohama. Elle est employée par Arc System Works depuis 1999. Elle est connue pour son travail avec Arc System Works sur la série de jeu de combat Guilty Gear. Elle a été directrice pour le jeu de combat Battle Fantasia (en),, sorti en arcade en mars 2007, et est l'une des rares femmes dans l'industrie du jeu japonais à occuper un tel poste. Iwasaki a également conçu les personnages et l'intrigue de Brazier Thousands.

## Travaux
- Guilty Gear Petit (2001) - directrice
- Guilty Gear 2 (2001) - directrice
- Guilty Gear X2 (2002) - illustratrice
- Guilty Gear Isuka (2004) - illustratrice
- Battle Fantasia (2007) - directrice, doubleuse du personnage de Marco Van de Land